# Neuenhaus
Neuenhaus (Nedersaksisch: Nyenhus, Nederlands: Nieuwenhuis) is een gemeente in het landkreis Grafschaft Bentheim van de Duitse deelstaat Nedersaksen. Tevens is het de bestuurszetel van de gelijknamige Samtgemeinde. Neuenhaus telt 10.228 inwoners. In de gemeente Neuenhaus stroomt de Overijsselse Vecht in nabijheid van de grens met Nederland.

## Geschiedenis
Neuenhaus is gesticht door graaf Johannes II van Bentheim en stamt uit 1317. In dat jaar bouwde de graaf langs de handelsweg tussen Münster en Amsterdam een burcht ter verdediging van de handelsweg. De plaats verkreeg in 1369 stadsrechten. De huidige gemeente Neuenhaus ontstond in 1970 nadat de voorheen zelfstandige gemeenten Grasdorf, Hilten en Veldhausen met Neuenhaus werden samengevoegd in het kader van een gemeentelijke herindeling.

## Verkeer
Neuenhaus ligt aan de Bundesstraße 403 van Nordhorn naar Coevorden. Het stadje is sinds 2019, na 45 jaar, weer aangesloten op het spoorwegnet voor reizigersvervoer via Nordhorn richting Bad Bentheim. Vanaf Bad Bentheim is er een verbinding met het naburige Nederlandse Hengelo en de rest van Duitsland.

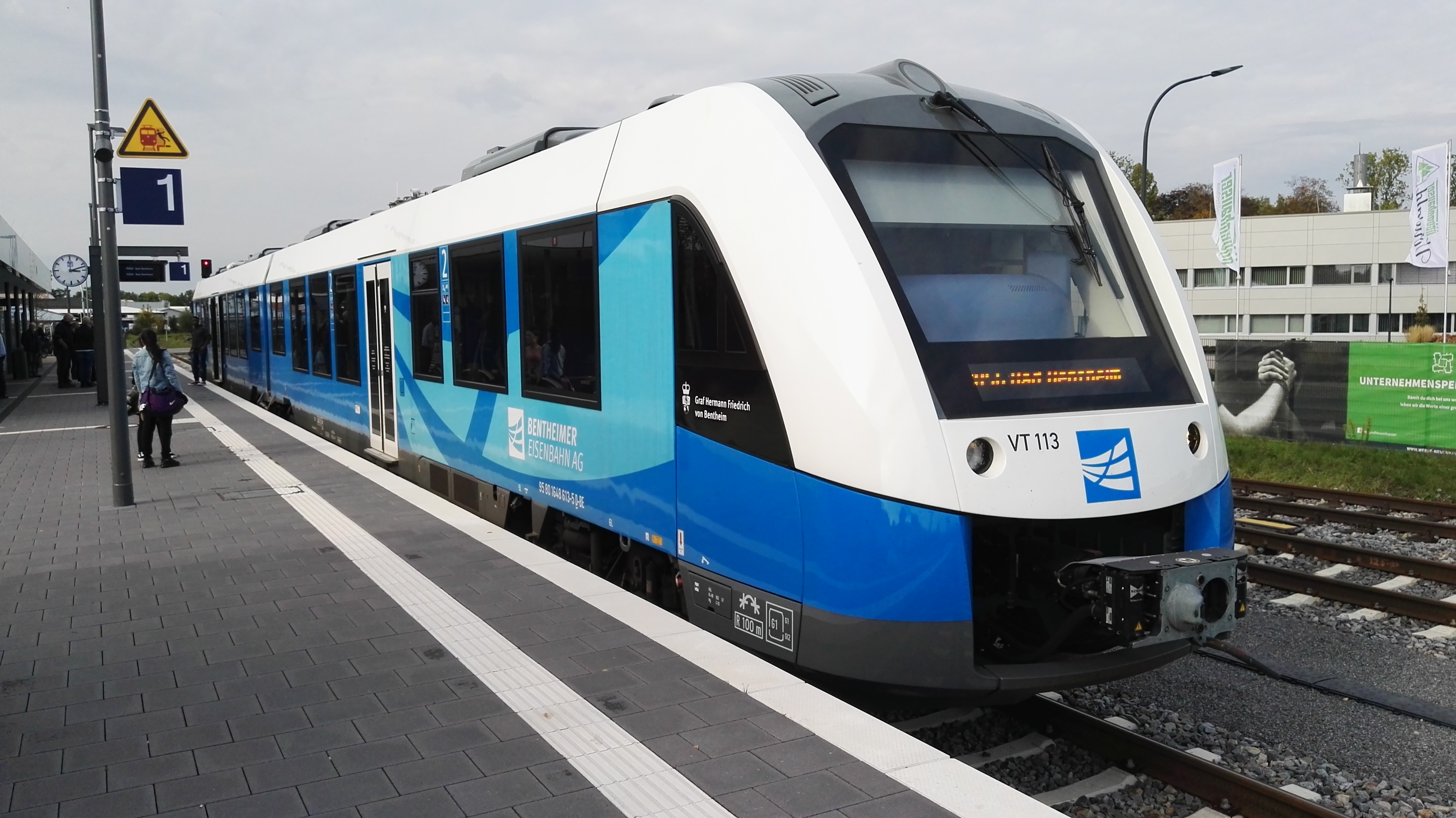
Station Neuenhaus

## Plaatsen in de gemeente Neuenhaus
- Esche
- Georgsdorf
- Lage
- Osterwald
- Veldhausen

## Samtgemeinde Neuenhaus

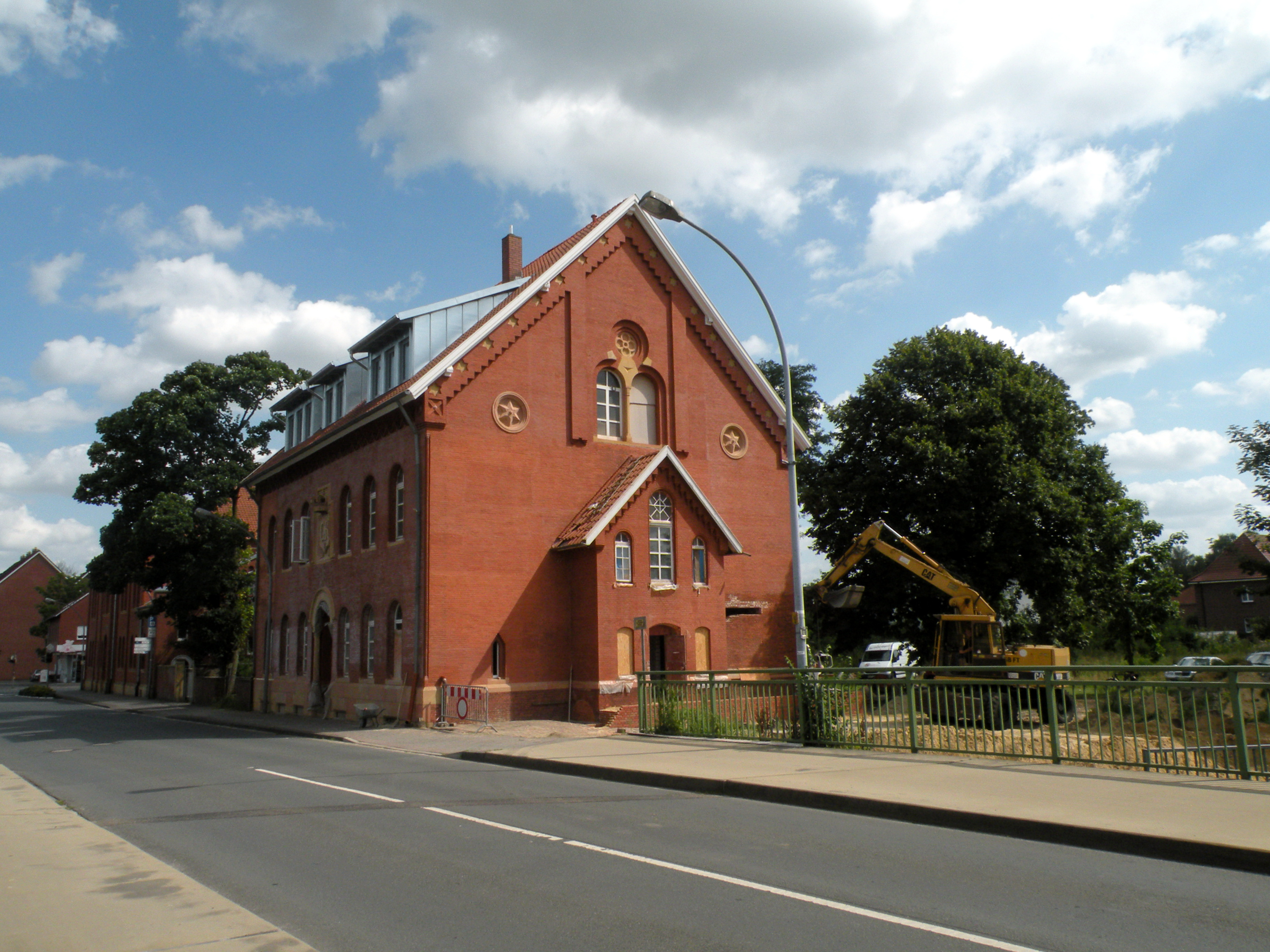
Neuenhaus

- Gemeinsame Normdatei: 4041751-7
- MusicBrainz: 5d20d591-0348-493b-8565-bf41b0935aa6

Bad Bentheim · 
Emlichheim · 
Engden · 
Esche · 
Georgsdorf · 
Getelo · 
Gölenkamp · 
Halle · 
Hoogstede · 
Isterberg · 
Itterbeck · 
Laar · 
Lage · 
Neuenhaus · 
Nordhorn · 
Ohne · 
Osterwald · 
Quendorf · 
Ringe · 
Samern · 
Schüttorf · 
Uelsen · 
Wielen · 
Wietmarschen · 
Wilsum